# Список кораблей Военно-морских сил Украины

В этой таблице приведён актуальный боевой корабельно-катерный состав ВМС Украины по состоянию на 2022 год.
После российской аннексии Крыма под контроль РФ перешли 9 из 18 основных боевых кораблей и 9 из 43 вспомогательных судов. Кроме того, ещё 7 боевых кораблей и 1 вспомогательное судно находятся в процессе строительства на верфях Киева (завод «Кузница на Рыбальском») и Николаева (Черноморский судостроительный завод, Николаевский судостроительный завод). Также ожидается принятие на вооружение ещё 2 кораблей из резерва США и 1 конфискованного ГПСУ.

## Находящиеся в строю
| Изображение                    | №              | Наименование                                 | Тип                          | Класс                                        | Место и дата постройки                                                                                    | История | Примечания                                                                                                   |
| Боевые корабли                 | Боевые корабли | Боевые корабли                               | Боевые корабли               | Боевые корабли                               | Боевые корабли                                                                                            | Боевые корабли | Боевые корабли                                                                                               |
| ------------------------------ | -------------- | -------------------------------------------- | ---------------------------- | -------------------------------------------- | --- | --- | --- |
|                                | M310           | «Чернигов» «Чернігів»                        | Тип «Сэндаун»                | Тральщик-искатель мин                        | Vosper Thornycroft 1999 год                                                                               | Заложен в 1998 году как M108 HMS Grimsby. Вступил в строй в Королевского ВМФ Великобритании в 1999 году Перешёл в состав ВМС Украины в 2024 году как M310 «Чернигов» | |
|                                | M311           | «Черкассы» «Черкаси»                         | Тип «Сэндаун»                | Тральщик-искатель мин                        | Vosper Thornycroft 2002 год                                                                               | Заложен в 2001 году. Вступил в строй в Королевского ВМФ Великобритании в 2002 году как M112 HMS Shoreham Перешёл в состав ВМС Украины в 2024 году как M311 «Черкассы» | |
|                                | М361           | «Балта» «Балта»                              | Проект 130                   | Минный заградитель                           | Stocznia Północna 1987 год                                                                                | Заложено в 1987 году Вступило в строй ВМФ СССР в 1987 году как судно противоминного размагничивания СР-568 Перешло в состав ВМС Украины в 1997 году как U811 «Балта». В 2018 году бортовой номер изменён на A811. В 2021 году переквалифицирован в минный заградитель, бортовой номер изменён на М361 | Находилось под контролем России с 20 марта по 13 апреля 2014 года                                            |
|                                | L401           | «Юрий Олефиренко» «Юрій Олефіренко»          | Проект 773                   | Средний десантный корабль                    | Stocznia Północna 1971 год                                                                                | Заложен в 1970 году Вступил в строй ВМФ СССР в 1971 году как СДК-137 Перешёл в состав ВМС Украины в 1994 году как U401 «Кировоград». В 2016 году переименован в «Юрий Олефиренко». В 2018 году бортовой номер изменён на L401 | Находился под контролем России с 21 марта по 19 апреля 2014 года                                             |
| Боевые катера                  |                |                                              |                              |                                              | | | |
|                                | P153           | «Прилуки» «Прилуки»                          | Проект 206МР «Вихрь»         | Патрульный катер                             | СНССЗ 1980 год                                                                                            | Заложен в 1979 году. Вступил в строй ВМФ СССР в 1980 году как ракетный катер Р-262 Перешёл в состав ВМС Украины в 1996 году как U153 «Прилуки». В 2018 году переквалифицирован в патрульный катер, бортовой номер изменён на P153 | Находился под контролем России с 20 марта по 11 апреля 2014 года                                             |
|                                | P170           | «Скадовск» «Скадовськ»                       | Проект 1400М «Гриф»          | Артиллерийский катер                         | ССЗ «Море» 1990 год                                                                                       | Заложен в ? году. Вступил в строй ВМФ СССР в 1990 году как АК-327 Перешёл в состав ВМС Украины в 1992 году как U120 «Гайдамак». В 1997 году переименован в U170 «Скадовск». В 2018 году бортовой номер изменён на P170 | |
| —                              | P171           | АК-03 АКА-03                                 | Проект Р-376У «Ярославец»    | Артиллерийский катер                         | Сосновский ССЗ 1972 год                                                                                   | Заложен в ? году. Вступил в строй ВМФ СССР в 1972 году Перешёл в состав ВМС Украины в 1991 году как рейдовый катер U938. В 2014 году переименован в U171 АК-03 и переклассифицирован в артиллерийский катер. В 2018 году бортовой номер изменён на P171 | Находился в распоряжении ГШ ВС Украины до 2014 года                                                          |
|                                | P172           | «Ровно» «Рівне»                              | Проект Р-376У «Ярославец»    | Артиллерийский катер                         | ЯССЗ 1972 год                                                                                             | ? Перешёл в состав ВМС Украины в 1998 году как U172 АК-01. В 2015 году переименован в «Ровно». В 2018 году бортовой номер изменён на P172 | |
|                                | P173           | АК-02 АКА-02                                 | Проект Р-376У «Ярославец»    | Артиллерийский катер                         | ЯССЗ 1972 год                                                                                             | ? Перешёл в состав ВМС Украины в 1998 году как U173 АК-02. В 2018 году бортовой номер изменён на P173 | |
|                                | P175           | «Бердянск» «Бердянськ»                       | Проект 58155 «Гюрза-М»       | Артиллерийский катер                         | Ленинская кузница 2016 год                                                                                | Заложен в 2012 году. Вступил в строй ВМС Украины в 2016 году как U175 «Бердянск». В 2018 году бортовой номер изменён на P175 | C 25 ноября 2018 года по 18 ноября 2019 года находился под контролем России                                  |
|                                | P176           | «Никополь» «Нікополь»                        | Проект 58155 «Гюрза-М»       | Артиллерийский катер                         | Кузница на Рыбальском 2018 год                                                                            | Заложен в 2016 году. Вступил в строй ВМС Украины в 2018 году | C 25 ноября 2018 года по 18 ноября 2019 года находился под контролем России                                  |
|                                | P180           | «Костополь» «Костопіль»                      | Проект 58155 «Гюрза-М»       | Артиллерийский катер                         | Кузница на Рыбальском 2020 год                                                                            | Заложен в 2018 году. Вступил в строй ВМС Украины в 2020 году | |
|                                | Р181           | «Буча»                                       | Проект 58155 «Гюрза-М»       | Артиллерийский катер                         | Кузница на Рыбальском 2023 год                                                                            | Заложен в 2019 году. Вступил в строй в 2023 году. | |
|                                | P182           | «Ирпень» «Ірпінь»                            | Тип «NAVY 18 WP»             | Патрульный катер                             | Baltic Workboats 2021 год                                                                                 | Заложен в 2021 году. Вступил в строй ВМС Эстонии в 2021 годукак Р01 «Roland». Перешёл в состав ВМС Украины в 2024 году как P182 «Ирпень». | |
|                                | P183           | «Рени» «Рені»                                | Тип «NAVY 18 WP»             | Патрульный катер                             | Baltic Workboats 2021 год                                                                                 | Заложен в 2021 году. Вступил в строй ВМС Эстонии в 2021 годукак Р02 «Risto». Перешёл в состав ВМС Украины в 2024 году как P183 «Рени». | |
|                                | P191           | «Старобельск» «Старобільськ»                 | Тип «Айленд»                 | Патрульный катер                             | Bollinger Shipyards 1988 год                                                                              | Заложен в 1988 году. Вступил в строй Береговой охраны США как USCGC Drummond (WPB-1323) в 1988 году В 2018 году передан Украине. В 2019 году переименован в P191 «Старобельск» и вступил в строй ВМС Украины | |
|                                | Р192           | «Сумы» «Суми»                                | Тип «Айленд»                 | Патрульный катер                             | Bollinger Shipyards 1986 год U.S. Coast Guard Yard (модернизация, программа MEP) между 2006 и 2012 годами | Заложен в ? году. Вступил в строй Береговой охраны США как USCGC Ocracoke (WPB-1307) в 1986 году Перешёл в состав ВМС Украины в 2021 году как Р192 «Сумы». | |
|                                | Р193           | «Фастов» «Фастів»                            | Тип «Айленд»                 | Патрульный катер                             | Bollinger Shipyards 1990 год                                                                              | Заложен в 1989 году. Вступил в строй Береговой охраны США как USCGC Washington (WPB-1331) в 1990 году Перешёл в состав ВМС Украины в 2021 году как Р193 «Фастов». | |
|                                | P241           | «Голая Пристань» «Гола Пристань»             | Проект Р1415 «Фламинго»      | Противодиверсионный катер                    | СССЗ 1986 год                                                                                             | Заложен в ? году. Вступил в строй ВМФ СССР в 1986 году как рейдовый катер РК-59 Перешёл в состав ВМС Украины в 1997 году как противодиверсионный катер U241 «Голая Пристань». В 2018 году бортовой номер изменён на P241 | |
|                                | L434           | «Сватово» «Сватове»                          | Проект 1176 «Акула»          | Десантный катер                              | Азовская судоверфь 1979 год                                                                               | Заложен в ? году. Вступил в строй ВМФ СССР в 1979 году как Д-305 Перешёл в состав ВМС Украины в 1993 году как «Вол». В 1998 году переименован в U430 «Сватово». В ? году бортовой номер изменён на U763. В 2020 году бортовой номер изменён на L434 | |
| Корабли управления и разведки  |                |                                              |                              |                                              | | | |
|                                | A505           | «Симферополь» «Сімферополь»                  | СРК по теме «Лагуна»         | Малый разведывательный корабль               | Кузница на Рыбальском→Судоверфь «Украина» 2022 год                                                        | Заложен в ? году как средний рыболовный морозильный траулер проэкта 502ЭМ. В 2017 году перепрофилирован в малый разведывательный корабль. Вступил в строй ВМС Украины в 2022 году. | |
|                                | A512           | «Переяслав» «Переяслав»                      | Проект 1824Б «Угломер»       | Малый разведывательный корабль               | ССЗ «Балтия» 1987 год                                                                                     | Заложен в 1985 году как ГС-13. Вступил в строй ВМФ СССР в 1987 году. Перешёл в состав ВМС Украины в 1995 году. В 1997 году переименован в U512 «Переяслав». В 2018 году бортовой номер изменён на A512 | |
| Суда специального назначения   |                |                                              |                              |                                              | | | |
|                                | A852           | «Шостка»                                     | Проект 419                   | Килекторное судно                            | Neptun Werft 1976 год                                                                                     | Заложено в 1975 году Вступило в строй ВМФ СССР в 1976 году как КИЛ-33 Перешло в состав ВМС Украины в 1997 году как U852 «Шостка». В 2018 году бортовой номер изменён на A852 | Находилось под контролем России с 20 марта по 16 апреля 2014 года                                            |
| —                              | —              | «Плавмастерская № 665» «Плавмайстерня № 665» | Проект 889А                  | Плавучая судоремонтная мастерская            | ССЗ им. Ил. Бояджиева 1983 год                                                                            | Заложена в ? году как ? В ? году вступила в строй морского торгового порта «Южный» Перешла в состав ВМС Украины в 2019 году | |
| Госпитальные суда              |                |                                              |                              |                                              | | | |
|                                | A782           | «Сокаль»                                     | Проект СК620 «Дракон»        | Санитарный катер                             | Stocznia Wisła 1983 год                                                                                   | Заложен в ? году Вступил в строй ВМФ СССР в 1983 году как пассажирский катер ПСК-1410 Перешел в состав ВМС Украины в 1997 году как U543 «Сокаль». В ? году бортовой номер изменён на U782. В 2006 году переклассифицирован в санитарный катер. В 2018 году бортовой номер изменён на A782 | Находился под контролем России с 21 марта по 6 мая 2014 года                                                 |
| Гидрографические суда          |                |                                              |                              |                                              | | | |
|                                | —              | «Дмитрий Чубарь» «Дмитро Чубар»              | Проект 1462                  | Гидрографический катер                       | СРЗ «Красный моряк» 1984 год                                                                              | Заложен в ? году как рейдовый катер «Рейдовый-18». Вступил в строй АМП ММФ СССР в 1984 году как «Дмитрий Чубарь» Перешёл в состав Бердянского морского торгового порта в 1992 году Перешёл в состав ВМС Украины в 2021 году как гидрографический катер | |
| —                              | A659           | МГК-1877                                     | Проект 16830 «Дрофа»         | Малый гидрографический катер                 | 1-я ССВ 1989 год                                                                                          | Заложен в ? году. Вступил в строй ВМФ СССР в 1989 году как МГК-1877 Перешел в состав ВМС Украины в 1994 году как U659 МГК-1877. В 2018 году бортовой номер изменён на A659 | Находился под контролем России с марта по 29 апреля 2014 года                                                |
| Спасательные суда              |                |                                              |                              |                                              | | | |
|                                | А715           | «Александр Охрименко» «Олександр Охріменко»  | Проект 2262, тип «Светломор» | Поисково-спасательное судно                  | Keppel Fels 1987 год                                                                                      | Заложен в ? году как «Светломор-4» Вступил в строй ? в 1987 году Перешёл в состав Черноморского морского пароходства в 1992 году. Перешёл в состав Морской аварийно-спасательной службы в 2012 году как «Александр Охрименко». Перешёл в состав Администрации морских портов Украины в ? году Перешёл в состав ВМС Украины в 2019 году                                                                         | |
| Водолазные суда                |                |                                              |                              |                                              | | | |
|                                | A700           | «Нетишин» «Нетішин»                          | Проект 535М «Краб»           | Морское водолазное судно                     | ГССЗ 1973 год                                                                                             | Заложено в ? году как морской водолазный бот ВМ-230. Вступило в строй ВМФ СССР в 1973 году. В 1977 году было переклассифицировано в морское водолазное судно Перешло в состав ВМС Украины в 1992 году как U700 «Надежда». В 1997 году переименовано в «Нетишин». В 2018 году бортовой номер изменён на A700 | |
|                                | A701           | «Почаев» «Почаїв»                            | Проект 535М «Краб»           | Морское водолазное судно                     | ГССЗ 1975 год                                                                                             | Заложено в ? году как морской водолазный бот ВМ-152. Вступило в строй ВМФ СССР в 1975 году. В 1977 году было и переклассифицировано в морское водолазное судно Перешло в состав ВМС Украины в 1997 году как U701 «Почаев». В 2018 году бортовой номер изменён на A701 | Находилось под контролем России с конца марта по 6 мая 2014 года                                             |
|                                | A724           | РВК-258                                      | Проект РВ-376 «Ярославец»    | Рейдовый водолазный катер                    | ЯССЗ 1968 год                                                                                             | Заложен в ? году как РВК-258. Вступил в строй ВМФ СССР в 1984 году Перешёл в состав ВМС Украины в 1997 году как U724 РВК-258. В 2018 году бортовой номер изменён на A724 | |
|                                | A732           | «Ромны» «Ромни»                              | Проект РВ1415                | Рейдовый водолазный катер                    | СССЗ 1984 год                                                                                             | Заложен в ? году как РВК-1403. Вступил в строй ВМФ СССР в 1984 году Перешёл в состав ВМС Украины в 1997 году как U732 «Ромны». В 2018 году бортовой номер изменён на A732 | Находился под контролем России с 21 марта по 30 апреля 2014 года                                             |
| —                              | A721           | «Владимир-Волынский» «Володимир Волинський»  | Проект РВ1415                | Рейдовый водолазный катер                    | СССЗ 1983 год                                                                                             | Заложен в ? году как РВК-1473. Вступил в строй ВМФ СССР в 1983 году Перешёл в состав ВМС Украины в 1996 году как U721 «Владимир-Волынский». В 2018 году бортовой номер изменён на A721 | Неходовой |
|                                | A854           | «Доброполье» «Добропілля»                    | Проект 722У                  | Рейдовый водолазный катер                    | Stocznia Wisła 1974 год                                                                                   | Заложен в ? году Вступил в строй ВМФ СССР в 1984 году как ПОК-649. В ? году был переименован в УК-649 и переклассифицирован в учебное судно Перешёл в состав ВМС Украины в 1992 году как катер связи U544 «Титан». В ? году переклассифицирован в плавучую казарму. В 1997 году переименован в U854 «Доброполье» и переклассифицирован в рейдовый водолазный катер. В 2018 году бортовой номер изменён на A854 | Находился под контролем России с конца марта по 7 мая 2014 года                                              |
| Буксиры                        |                |                                              |                              |                                              | | | |
| —                              | A831           | «Ковель»                                     | Проект 733                   | Морской буксир                               | Петрозавод 1965 год                                                                                       | Заложен в ? году как МБ-51. Вступил в строй ВМФ СССР в 1965 году Перешел в состав ВМС Украины в 1997 году как U831 «Ковель». В 2018 году бортовой номeр изменён на A831 | Находился под контролем России с конца марта по 16 апреля 2014 года                                          |
| —                              | A941           | БУК-239                                      | Проект Т63ОЖ                 | Буксирный катер                              | КСМЗ 1954 год                                                                                             | Заложен в ? году как БУК-239. Вступил в строй ВМФ СССР в 1954 году Перешел в состав ВМС Украины в 1997 году как U941 БУК-239. В 2018 году бортовой номер изменён на A941 | |
| —                              | A942           | «Новоозёрное» «Новоозерне»                   | Проект Т63ОЖ                 | Буксирный катер                              | КСМЗ 1955 год                                                                                             | Заложен в ? году как БУК-261. Вступил в строй ВМФ СССР в 1955 году Перешел в состав ВМС Украины в 1997 году как U942 «Новоозёрное». В 2018 году бортовой номер изменён на A942 | Находился под контролем России с конца марта по 19 апреля 2014 года                                          |
|                                | A947           | «Яны Капу» «Яни Капу»                        | Проект 498                   | Рейдовый буксир                              | ГССЗ 1974 год                                                                                             | Заложен в ? году как РБ-308. Вступил в строй ВМФ СССР в 1974 году Перешел в состав ВМС Украины в 1997 году как U947 «Красноперекопск». В 2016 году переименован в «Яны Капу». В 2018 году бортовой номер изменён на A947 | Находился под контролем России с 20 марта по 20 мая 2014 года и с 25 ноября 2018 года по 18 ноября 2019 года |
| Танкеры и транспортные суда    |                |                                              |                              |                                              | | | |
|                                | A753           | «Горловка» «Горлівка»                        | Проект 1849 «Тарту»          | Средний морской сухогрузный транспорт        | MHD Angyalföldi Gyáregysége 1965 год                                                                      | Заложен в 1965 году как «Мезень» Вступил в строй ВМФ СССР в 1965 году Перешел в состав ВМС Украины в 1996 году как U753 «Кривой Рог». В ? году переименован в «Горловку». В 2018 году бортовой номер изменён на A753 | Находился под контролем России с конца марта по 19 апреля 2014 года                                          |
| —                              | A756           | «Судак»                                      | Проект 561                   | Водоналивной транспорт                       | КССЗ № 820 «Янтарь» 1957 год                                                                              | Заложен в 1957 году как «Сура». Вступила в строй ВМФ СССР в 1957 году Перешла в состав ВМС Украины в 1997 году как U756 «Судак». В 2018 году бортовой номер изменён на A756 | Находился под контролем России с 20 марта по 16 апреля 2014 года                                             |
|                                | —              | «Байкал»                                     | Проект 20641                 | Рейдовая несамоходная наливная баржа         | Таганрогский СРЗ 1985 год                                                                                 | Заложена в ? году как ?. В мае 2000 вступила в строй морского торгового порта «Южный» Перешла в состав ВМС Украины 02.2019 года | |
| Катера связи и разъездные суда |                |                                              |                              |                                              | | | |
| —                              | —              | «Бойкий»«Судак»                              | Проект Н45                   | Катер связи                                  | ? 1991 год                                                                                                | Заложен в ? году как ? В ? вступил в строй морского торгового порта «Южный» Перешел в состав ВМС Украины в 2019 году | |
|                                | A853           | «Коростень»                                  | Проект 1387                  | Катер связи                                  | ССЗ № 831 1965 год                                                                                        | Заложен в ? году как пограничный катер специальной службы ПОК-9. Вступил в строй ВМФ СССР в 1965 году. В 1977 году переименован в КСВ-9 и переквалифицирован в катер связи Перешел в состав ВМС Украины в 1997 году как U853 «Чигирин». В 2001 году переименован в «Шулявку». В 2008 году переименован в «Коростень». В 2018 году бортовой номер изменён на A853                                               | |
|                                | A855           | «Южный» «Південний»                          | Проект 722У, II серия        | Катер связи                                  | Stocznia Wisła 1975 год                                                                                   | Заложен в ? году Вступил в строй ВМФ СССР в 1975 году как учебный катер УК-190 Перешел в состав ВМС Украины в 1992 году как U543 «Вознесенск». В 2001 году переименован в U171 «Голая Пристань» и переклассифицирован в артиллерийский катер. В 2005 году переименован в U855 «Пивденный» и переклассифицирован в катер связи. В 2018 году бортовой номер изменён на A855                                      | |
| —                              | A001           | «Адмиральский» «Адміральський»               | Проект 371У «Адмиралтеец»    | Рейдовый катер                               | ? 1984 год                                                                                                | Заложен в ? году как «Адмиральский». Вступил в строй ВМФ СССР в 1984 году Перешёл в состав ВМС Украины в 1997 году как U001 «Адмиральский». В 2018 году бортовой номер изменён на A001 | Катер командующего ВМС Украины Находился под контролем России с конца марта по апрель 2014 года              |
| —                              | A237           | —                                            | Проект 1404А «Соколёнок»     | Рейдовый катер                               | ЦКБ «Восток» 1976 год                                                                                     | Заложен в ? году. Вступил в строй ВМФ СССР в 1976 году как ? Перешёл в состав ВМС Украины в ? году как U237. В 2018 году бортовой номер изменён на A237 | |
| —                              | A500-4         | —                                            | Проект 13901 «Стриж»         | Рейдовый катер                               | ССЗ им. 50-летия Советской Грузии ?                                                                       | Заложен в ? году. Вступил в строй ВМФ СССР в ? году как ? Перешёл в состав ВМС Украины в ? году как U500-4. В 2018 году бортовой номер изменён на A500-4 | Катер корабля управления A500 «Донбасс»                                                                      |
| —                              | A500-5         | РК-1362                                      | Проект 371У «Адмиралтеец»    | Рейдовый катер                               | ? 1984 год                                                                                                | Заложен в ? году. Вступил в строй ВМФ СССР в 1984 году как РК-1362 Перешёл в состав ВМС Украины в 1996 году как U500-5 РК-1362. В 2018 году бортовой номер изменён на A500-5 | |
| —                              | A905           | РК-1720                                      | Проект 1398Б «Аист»          | Рейдовый катер                               | ? 1991 год                                                                                                | Заложен в ? году. Вступил в строй ВМФ СССР в 1991 году как РК-1720 Перешёл в состав ВМС Украины в 1996 году как U905 РК-1720. В 2018 году бортовой номер изменён на A905 | |
| —                              | —              | —                                            | Проект 1398Б «Аист»          | Рейдовый катер                               | ? 1990 год                                                                                                | Заложен в ? году. Вступил в строй ? в 1990 году Перешёл в состав ВМС Украины в 2021 году | |
| —                              | A923           | —                                            | Проект 1390 «Стриж»          | Рейдовый катер                               | ? | ? Перешёл в состав ВМС Украины в 1996 году как U923. В 2018 году бортовой номер изменён на A923 | |
| —                              | A783           | «Черноморск» «Чорноморськ»                   | Проект 1430                  | Морской пассажирский катер                   | ИСРЗ 1976 год                                                                                             | Заложен в ? году как морской катер МК-608. Вступил в строй ВМФ СССР в 1976 году. В 1992 году переименован в ПСК-608 и переклассифицирован в пассажирский катер Перешёл в состав ВМС Украины в 1997 году как U783 «Ильичевск». В 2018 году бортовой номер изменён на A783 | Находился под контролем России с 20 марта по 29 апреля 2014 года                                             |
|                                | A734           | —                                            | Проект Р-376У «Ярославец»    | Разъездной рабочий катер                     | ? 1974 год                                                                                                | Заложен в ? году. Вступил в строй ВМФ СССР в 1974 году Перешёл в состав ВМС Украины в 1991 году как U734. В 2018 году бортовой номер изменён на A734 | В распоряжении ГШ ВС Украины                                                                                 |
| —                              | —              | —                                            | Willard Sea Force 11M        | Быстроходная жёстко-корпусная надувная лодка | Willard Marine Inc. 2009 или 2010 год                                                                     | Построена в 2009 или 2010 году Вступила в строй ВМС Украины в 2009 или 2010 году | Возможно находится под контролем России с конца марта 2014 года                                              |
| —                              | —              | —                                            | Willard Sea Force 11M        | Быстроходная жёстко-корпусная надувная лодка | Willard Marine Inc. 2009 или 2010 год                                                                     | Построена в 2009 или 2010 году Вступила в строй ВМС Украины в 2009 или 2010 году | Возможно находится под контролем России с конца марта 2014 года                                              |
| —                              | —              | —                                            | Willard Sea Force 11M        | Быстроходная жёстко-корпусная надувная лодка | Willard Marine Inc. 2015 год                                                                              | Построена в 2015 году Вступила в строй ВМС Украины в 2015 году | |
| —                              | —              | —                                            | Willard Sea Force 11M        | Быстроходная жёстко-корпусная надувная лодка | Willard Marine Inc. 2015 год                                                                              | Построена в 2015 году Вступила в строй ВМС Украины в 2015 году | |
|                                | —              | —                                            | Willard Sea Force 730        | Быстроходная жёстко-корпусная надувная лодка | Willard Marine Inc. 2015 год                                                                              | Построена в 2015 году Вступила в строй ВМС Украины в 2015 году | |
|                                | —              | —                                            | Willard Sea Force 730        | Быстроходная жёстко-корпусная надувная лодка | Willard Marine Inc. 2015 год                                                                              | Построена в 2015 году Вступила в строй ВМС Украины в 2015 году | |
|                                | —              | —                                            | Willard Sea Force 730        | Быстроходная жёстко-корпусная надувная лодка | Willard Marine Inc. 2015 год                                                                              | Построена в 2015 году Вступила в строй ВМС Украины в 2015 году | |
|                                | —              | —                                            | Willard Sea Force 7M         | Быстроходная жёстко-корпусная надувная лодка | Willard Marine Inc. 2009 или 2010 год                                                                     | Построена в 2009 или 2010 году Вступила в строй ВМС Украины в 2009 или 2010 году | Лодка фрегата F130 «Гетман Сагайдачный»                                                                      |
|                                | —              | —                                            | Willard Sea Force 7M         | Быстроходная жёстко-корпусная надувная лодка | Willard Marine Inc. 2009 или 2010 год                                                                     | Построена в 2009 или 2010 году Вступила в строй ВМС Украины в 2009 или 2010 году | Лодка фрегата F130 «Гетман Сагайдачный»                                                                      |
| —                              | —              | —                                            | Willard Sea Force 7M         | Быстроходная жёстко-корпусная надувная лодка | Willard Marine Inc. 2009 или 2010 год                                                                     | Построена в 2009 или 2010 году Вступила в строй ВМС Украины в 2009 или 2010 году | Возможно находится под контролем России с конца марта 2014 года                                              |
| —                              | —              | —                                            | Metal Shark's 7M RIB         | Быстроходная жёстко-корпусная надувная лодка | Metal Shark Boats 2020 год                                                                                | Построена в 2020 году Вступила в строй ВМС Украины в 2021 году | |
| —                              | —              | —                                            | Metal Shark's 7M RIB         | Быстроходная жёстко-корпусная надувная лодка | Metal Shark Boats 2020 год                                                                                | Построена в 2020 году Вступила в строй ВМС Украины в 2021 году | |
| —                              | —              | —                                            | Metal Shark's 7M RIB         | Быстроходная жёстко-корпусная надувная лодка | Metal Shark Boats 2020 год                                                                                | Построена в 2020 году Вступила в строй ВМС Украины в 2021 году | |
| —                              | —              | —                                            | Metal Shark's 7M RIB         | Быстроходная жёстко-корпусная надувная лодка | Metal Shark Boats 2020 год                                                                                | Построена в 2020 году Вступила в строй ВМС Украины в 2021 году | |
| —                              | —              | —                                            | Metal Shark's 7M RIB         | Быстроходная жёстко-корпусная надувная лодка | Metal Shark Boats 2020 год                                                                                | Построена в 2020 году Вступила в строй ВМС Украины в 2021 году | |
| —                              | —              | —                                            | Metal Shark's 7M RIB         | Быстроходная жёстко-корпусная надувная лодка | Metal Shark Boats 2020 год                                                                                | Построена в 2020 году Вступила в строй ВМС Украины в 2021 году | |
| —                              | —              | —                                            | Metal Shark's 7M RIB         | Быстроходная жёстко-корпусная надувная лодка | Metal Shark Boats 2020 год                                                                                | Построена в 2020 году Вступила в строй ВМС Украины в 2021 году | |
| —                              | —              | —                                            | Metal Shark's 7M RIB         | Быстроходная жёстко-корпусная надувная лодка | Metal Shark Boats 2020 год                                                                                | Построена в 2020 году Вступила в строй ВМС Украины в 2021 году | |
| —                              | —              | —                                            | Metal Shark's 7M RIB         | Быстроходная жёстко-корпусная надувная лодка | Metal Shark Boats 2020 год                                                                                | Построена в 2020 году Вступила в строй ВМС Украины в 2021 году | |
| —                              | —              | —                                            | Metal Shark's 7M RIB         | Быстроходная жёстко-корпусная надувная лодка | Metal Shark Boats 2020 год                                                                                | Построена в 2020 году Вступила в строй ВМС Украины в 2021 году | |
|                                | —              | —                                            | Willard Sea Force 540        | Быстроходная жёстко-корпусная надувная лодка | Willard Marine Inc. 2009 или 2010 год                                                                     | Построена в 2009 или 2010 году Вступила в строй ВМС Украины в 2009 или 2010 году | Возможно находится под контролем России с конца марта 2014 года                                              |
| —                              | —              | —                                            | Willard Sea Force 540        | Быстроходная жёстко-корпусная надувная лодка | Willard Marine Inc. 2009 или 2010 год                                                                     | Построена в 2009 или 2010 году Вступила в строй ВМС Украины в 2009 или 2010 году | Возможно находится под контролем России с конца марта 2014 года                                              |
| —                              | —              | —                                            | Willard Sea Force 540        | Быстроходная жёстко-корпусная надувная лодка | Willard Marine Inc. 2009 или 2010 год                                                                     | Построена в 2009 или 2010 году Вступила в строй ВМС Украины в 2009 или 2010 году | Возможно находится под контролем России с конца марта 2014 года                                              |
| Учебные суда и катера          |                |                                              |                              |                                              | | | |
|                                | A540           | «Чигирин» «Чигирин»                          | Проект УК-3 (СК-620)         | Учебный катер                                | Stocznia Wisła 1984 год                                                                                   | Заложен в 1984 году Вступил в строй ВМФ СССР в 1984 году как УК-96 Перешел в состав ВМС Украины в 1996 году как U540 «Чигирин». В 2018 году бортовой номер изменён на A540 | Находился под контролем России с конца марта по 29 апреля 2014 года                                          |
|                                | A541           | «Смела» «Сміла»                              | Проект УК-3 (СК-620)         | Учебный катер                                | Stocznia Wisła 1985 год                                                                                   | Заложен в 1984 году Вступил в строй ВМФ СССР в 1985 году как УК-68 Перешел в состав ВМС Украины в 1996 году как U541 «Смела». В 2018 году бортовой номер изменён на A541 | Находился под контролем России с конца марта по 30 апреля 2014 года                                          |
|                                | A542           | «Новая Каховка» «Нова Каховка»               | Проект УК-3 (СК-620)         | Учебный катер                                | Stocznia Wisła 1986 год                                                                                   | Заложен в 1986 году Вступил в строй ВМФ СССР в 1986 году как УК-65 Перешел в состав ВМС Украины в 1996 году как U542 «Дарница». В 1999 году переименован в «Новую Каховку». В 2018 году бортовой номер изменён на A542 | Находился под контролем России с конца марта по 29 апреля 2014 года                                          |

## Строящиеся и готовящиеся к передаче
| Изображение | №                                                 | Наименование                               | Тип                       | Класс                        | Место и дата постройки                         | История | Примечания                                                |
| ----------- | ------------------------------------------------- | ------------------------------------------ | ------------------------- | ---------------------------- | ---------------------------------------------- | --- | --------------------------------------------------------- |
|             | —                                                 | «Украина» «Україна»                        | Проект 1164 «Атлант»      | Ракетный крейсер             | НССЗ В постройке                               | Заложен в 1984 году как «Комсомолец», в 1985 году был переименован в «Адмирал Флота Лобов». В 1998 году переименован в «Украину». С 2010 года без названия. 5 января 2017 года П. Порошенко издал указ об отказе от корабля | В 1994 и 1998 годах были сформированы и распущены команды |
|             | —                                                 | «Владимир Великий» «Володимир Великий»     | Проект 58250              | Корвет                       | ЧССЗ В постройке                               | Заложен в 2011 году. В 2017 году проект «Корвет» заморожен и перенесён на 2021—2025 года. На тот момент готовность корабля была около 30 %. В 2020 году строительство корвета перенесли на 2030 год                         | Де-юре корвет, планировался «карманным фрегатом»          |
|             | F211                                              | «Гетман Иван Мазепа» «Гетьман Іван Мазепа» | Тип «Ада»                 | Корвет                       | İTK В постройке                                | Заложен в 2021 году. Спущен на воду в 2022 |                                                           |
| F212        | «Гетман Иван Выговский» «Гетьман Іван Виговський» | İTK В постройке                            | Тип «Ада»                 | Корвет                       | Заложен в 2023 году.                           | |                                                           |
| —           | —                                                 | —                                          | Тип P50U                  | Быстроходный ударный катер   | Babcock Rosyth Заключен меморандум о постройке | В 2021 году заключен меморандум о постройке |                                                           |
| —           | —                                                 | —                                          | Тип P50U                  | Быстроходный ударный катер   | Babcock Rosyth Заключен меморандум о постройке | В 2021 году заключен меморандум о постройке |                                                           |
| —           | —                                                 | —                                          | Тип P50U                  | Быстроходный ударный катер   | ? Заключен меморандум о постройке              | В 2021 году заключен меморандум о постройке |                                                           |
| —           | —                                                 | —                                          | Тип P50U                  | Быстроходный ударный катер   | ? Заключен меморандум о постройке              | В 2021 году заключен меморандум о постройке |                                                           |
| —           | —                                                 | —                                          | Тип P50U                  | Быстроходный ударный катер   | ? Заключен меморандум о постройке              | В 2021 году заключен меморандум о постройке |                                                           |
| —           | —                                                 | —                                          | Тип P50U                  | Быстроходный ударный катер   | ? Заключен меморандум о постройке              | В 2021 году заключен меморандум о постройке |                                                           |
| —           | —                                                 | —                                          | Тип P50U                  | Быстроходный ударный катер   | ? Заключен меморандум о постройке              | В 2021 году заключен меморандум о постройке |                                                           |
| —           | —                                                 | —                                          | Тип P50U                  | Быстроходный ударный катер   | ? Заключен меморандум о постройке              | В 2021 году заключен меморандум о постройке |                                                           |
|             | L451                                              | «Малин»                                    | Проект 58503 «Кентавр-ЛК» | Десантно-штурмовой катер     | Кузница на Рыбальском На испытаниях            | Заложен в 2016 году |                                                           |
|             | —                                                 | —                                          | Проект 58503 «Кентавр-ЛК» | Десантно-штурмовой катер     | Кузница на Рыбальском В постройке              | Заложен в 2019 году |                                                           |
|             | Р194                                              | «Вячеслав Кубрак» «В’ячеслав Кубрак»       | Тип «Айленд»              | Патрульный катер             | Bollinger Shipyards 1990 год                   | Заложен в ? году. Вступил в строй Береговой охраны США как USCGC Kiska (WPB-1336) в 1990 году Ожидается передача Украине |                                                           |
| —           | —                                                 | —                                          | Mark VI                   | Патрульный катер             | SAFE Boats International В постройке           | Заложен в 2021 году. |                                                           |
| —           | —                                                 | —                                          | Mark VI                   | Патрульный катер             | SAFE Boats International В постройке           | Заложен в 2021 году. |                                                           |
| —           | —                                                 | —                                          | Mark VI                   | Патрульный катер             | SAFE Boats International Ожидается постройка   | Ожидается постройка в рамках программы USAI. |                                                           |
| —           | —                                                 | —                                          | Mark VI                   | Патрульный катер             | SAFE Boats International Ожидается постройка   | Ожидается постройка в рамках программы USAI. |                                                           |
| —           | —                                                 | —                                          | Mark VI                   | Патрульный катер             | SAFE Boats International Ожидается постройка   | Ожидается постройка в рамках программы USAI. |                                                           |
| —           | —                                                 | —                                          | Mark VI                   | Патрульный катер             | SAFE Boats International Ожидается постройка   | Ожидается постройка в рамках программы USAI. |                                                           |
| —           | —                                                 | —                                          | Mark VI                   | Патрульный катер             | SAFE Boats International Ожидается постройка   | Ожидается постройка в рамках программы USAI. |                                                           |
| —           | —                                                 | —                                          | Mark VI                   | Патрульный катер             | SAFE Boats International Ожидается постройка   | Ожидается постройка в рамках программы USAI. |                                                           |
|             | —                                                 | «Дружба» «Дружба»                          | —                         | Учебный трёхмачтовый корабль | Stocznia Gdańska 1987 год                      | Заложен в 1987 году Вступил в строй ОВИМУ им. Ленина/ОГМА/ОНМА/НУ «ОМА» в 1987 году Ожидается передача в состав ВМС Украины                                                                                                 |                                                           |

## В резерве
| Изображение | №    | Наименование                               | Тип                   | Класс                                           | Место и дата постройки        | История | Примечания                            |
| ----------- | ---- | ------------------------------------------ | --------------------- | ----------------------------------------------- | ----------------------------- | --- | ------------------------------------- |
|             | F130 | «Гетман Сагайдачный» «Гетьман Сагайдачний» | Проект 1135.1 «Нерей» | Фрегат                                          | ССЗ «Залив» 1993 год          | Заложен как «Киров» в 1990 году Вступил в строй ВМС Украины в 1993 году как U130 «Гетман Сагайдачный». В 2018 году бортовой номер изменён на F130. 26 февраля 2022 года на фоне вторжения России на Украину проходящий ремонт корабль положен на грунт и выведен из строя в связи с возможностью захвата противником | Флагманский корабль                   |
|             | —    | ПМ-16                                      | Проект 2020 «Малина»  | Плавбаза перезарядки атомных установок подлодок | ЧССЗ В постройке              | Заложена в 1990 году | На консервации с 2005 года            |
| —           | U944 | РБ-27                                      | Тип О                 | Рейдовый буксир                                 | Schiffswerft Linz AG 1940 год | Заложен в 1940 году как «?» Реквизирован и вступил в строй Кригсмарине в 1940 году Захвачен и включён в состав ВМФ СССР в 1944 году как РБ-27 Перешел в состав ВМС Украины в 1995 году | Находится в аренде у частной компании |
| —           | —    | РБ-69                                      | Тип Z                 | Рейдовый буксир                                 | Schiffswerft Linz AG 1941 год | Заложен в 1941 году как «Grefenstein» Реквизирован и вступил в строй Кригсмарине в 1941 году Захвачен и включён в состав ВМФ СССР в 1944 году как РБ-69 Перешел в состав ВМС Украины в 1995 году | Находится в аренде у частной компании |

## Неконтролируемые Украиной
| Изображение          | №              | Наименование                                    | Тип                       | Класс                                                        | Место и дата постройки              | История |
| Боевые корабли       | Боевые корабли | Боевые корабли                                  | Боевые корабли            | Боевые корабли                                               | Боевые корабли                      | Боевые корабли |
| -------------------- | -------------- | ----------------------------------------------- | ------------------------- | ------------------------------------------------------------ | ----------------------------------- | --- |
|                      | U01            | «Запорожье» «Запоріжжя»                         | Проект 641                | Подводная лодка                                              | Адмиралтейские верфи 1970 год       | Заложена в 1970 году. Вступил в строй ВМФ СССР в 1970 году как «Б-435» Перешла в состав ВМС Украины в 1997 году как «Запорожье» Находится под контролем России с 21 марта 2014 года |
|                      | U155           | «Приднепровье» «Придніпров’я»                   | Проект 1241.1-Т «Молния»  | Ракетный корвет                                              | СНССЗ 1984 год                      | Заложен в 1981 году. Вступил в строй ВМФ СССР в 1984 году как «Р-54». В 1987 году переименован в 709 «Краснодарский комсомолец». В 1990 году бортовой номер изменён на 965. В 1992 году переименован в «Р-54» Перешел в состав ВМС Украины в 1997 году как «Никополь». В 2002 году переименован в «Приднепровье» Находится под контролем России с 21 марта 2014 года                                                         |
|                      | U205           | «Луцк» «Луцьк»                                  | Проект 1124МУ «Альбатрос» | Корвет                                                       | Ленинская кузница 1993 год          | Заложен в 1991 году как «МПК-85». Перезаложен в 1992. Вступил в строй ВМС Украины в 1993 году как U200 «Луцк». В 2007 году бортовой номер изменён на U205. Находится под контролем России с 20 марта 2014 года |
|                      | U208           | «Хмельницкий» «Хмельницький»                    | Проект 1241.2 «Молния-2»  | Корвет                                                       | ЯССЗ 1985 год                       | Заложен в 1983 году. Вступил в строй ВМФ СССР в 1985 году как «МПК-116» Перешел в состав ВМС Украины в 1998 году как «Хмельницкий» Находится под контролем России с 21 марта 2014 года |
| —                    | U240           | «Феодосия» «Феодосія»                           | Проект ПВ1415 «Фламинго»  | Противодиверсионный катер                                    | СССЗ 1983 год                       | Заложен в ? году. Вступил в строй ВМФ СССР в 1983 году как П-99 Перешёл в состав ВМС Украины в 1997 году как «Феодосия» Находится под контролем России с конца марта 2014 года |
|                      | U310           | «Чернигов» «Чернігів»                           | Проект 266М «Аквамарин»   | Морской тральщик                                             | СНССЗ 1974 год                      | Заложен в 1973 году как C-928 «Зенитчик». Вступил в строй ВМФ СССР в 1984 году как С-924 «Зенитчик». В 1986 году бортовой номер изменён на С-923, в 1990 году — на С-924 Перешёл в состав ВМС Украины в 1997 году как U310 «Жёлтые Воды». В 2004 переименован в «Чернигов» Находится под контролем России с 24 марта 2014 года                                                                                               |
|                      | U311           | «Черкассы» «Черкаси»                            | Проект 266М «Аквамарин»   | Морской тральщик                                             | СНССЗ 1977 год                      | Заложен в 1975 году как C-950 «Разведчик». Вступил в строй ВМФ СССР в 1977 году Перешёл в состав ВМС Украины в 1997 году как U311 «Черкассы» Находится под контролем России с 26 марта 2014 года |
|                      | U402           | «Константин Ольшанский» «Костянтин Ольшанський» | Проект 775                | Большой десантный корабль                                    | Stocznia Północna 1985 год          | Заложен в 1985 году Вступил в строй ВМФ СССР в 1985 году как «БДК-56». В 1991 году переименован в БДК-56 «Константин Ольшанский» Перешёл в состав ВМС Украины в 1996 году как U402 «Константин Ольшанский» Находится под контролем России с 24 марта 2014 года |
|                      | U891           | «Херсон»                                        | Проект 1388               | Катер-торпедолов, переклассифицирован в артиллерийский катер | СССЗ 1987 год                       | Заложен в ? году. Вступил в строй ВМФ СССР в 1987 году как ТЛ-1616 Перешел в состав ВМС Украины в 1997 году как «Монастирище». В 2001 году переименован в «Херсон» Находится под контролем России с конца марта 2014 года |
|                      | P174           | «Аккерман»                                      | Проект 58155 «Гюрза-М»    | Артиллерийский катер                                         | Ленинская кузница 2016 год          | Заложен в 2012 году. Вступил в строй ВМС Украины в 2016 году как U174 «Аккерман». В 2018 году бортовой номер изменён на P174 Находится под контролем России с марта 2022 года |
|                      | P177           | «Кременчуг» «Кременчук»                         | Проект 58155 «Гюрза-М»    | Артиллерийский катер                                         | Кузница на Рыбальском 2018 год      | Заложен в 2016 году. Вступил в строй ВМС Украины в 2018 году. С апреля 2022 года под контролем ВС РФ или НМ ДНР |
|                      | P179           | «Вышгород» «Вишгород»                           | Проект 58155 «Гюрза-М»    | Артиллерийский катер                                         | Кузница на Рыбальском 2018 год      | Заложен в 2016 году. Вступил в строй ВМС Украины в 2018 году Находится под контролем России с марта 2022 года |
| Вспомогательные суда |                |                                                 |                           |                                                              |                                     | |
|                      | A830           | «Корец» «Корець»                                | Проект 745                | Морской буксир                                               | ЯССЗ 1973 год                       | Заложен в ? году как МБ-30. Вступил в строй ВМФ СССР в 1973 году Перешел в состав ВМС Украины в 1997 году как U830 «Корец». В 2018 году бортовой номер изменён на A830. Находился под контролем России с 20 марта по 20 мая 2014 года, с марта 2022 года снова под контролем России |
|                      | U510           | «Славутич» «Славутич»                           | Проект 1288.4 «Гофри»     | Корабль управления                                           | ЧССЗ 1992 год                       | Заложен в 1987 году как ССВ-189 «Приднепровье» Вступил в строй ВМС Украины в 1992 году как 800 «Славутич». В 1994 году бортовой номер изменён на U510 Находится под контролем России с 23 марта 2014 года |
|                      | U635           | «Сквира»                                        | Проект 1896               | Большой гидрографический катер                               | ССЗ «Вымпел» 1976 год               | Заложен в 1976 году как гидрографический промерный бот ГПБ-697. Вступил в строй ВМФ СССР в 1976 году. В 1977 году был переименован в БГК-697 и переклассифицирован в большой гидрографический катер Перешёл в состав ВМС Украины в 1994 году как «Сквира» Находится под контролем России с конца марта 2014 года |
| —                    | U662           | МГК-1889                                        | Проект 16830 «Дрофа»      | Малый гидрографический катер                                 | 1-я ССВ 1989 год                    | Заложен в ? году как МГК-1889. Вступил в строй ВМФ СССР в 1989 году Перешёл в состав ВМС Украины в 1994 году Находится под контролем России с конца марта 2014 года |
|                      | U705           | «Кременец» «Кременець»                          | Проект 714                | Спасательное буксирное судно                                 | Rauma-Repola Oy 1983 год            | Заложено в 1982 году как МБ-108 Вступило в строй ВМФ СССР в 1983 году как СБ-524 Перешло в состав ВМС Украины в 1997 году как «Кременец» Находится под контролем России с конца 20 марта 2014 года |
| —                    | U802           | «Каланчак»                                      | Проект 771                | Плавучий кран                                                | СМЗ им. Серго Орджоникидзе 1961 год | Заложен в 1960 году как ПК-23050. Вступил в строй ВМФ СССР в 1961 году Перешёл в состав ВМС Украины в 1997 году как «Каланчак» Находится под контролем России с конца марта 2014 года |
| —                    | U926           | —                                               | Проект 376                | Рейдовый катер                                               | Сосновский ССЗ 1971 год             | Заложен в ? году. Вступил в строй ВМФ СССР в 1971 году как ? Перешёл в состав ВМС Украины в 1997 году как U926 С ? года находился в распоряжении СБУ Находится под контролем России с конца марта 2014 года |
| —                    | U954           | МУС-482                                         | Проект 14630              | Судно-нефтемусоросборщик                                     | Азовская судоверфь 1983 год         | Заложено в ? году. Вступило в строй ВМФ СССР в 1983 году Перешло в состав ВМС Украины в 1997 году Находится под контролем России с 21 марта 2014 года |
|                      | U951           | «Великая Александровка» «Велика Олександрівка»  | Проект 254                | Учебно-тренировочное судно                                   | ССЗ «Залив» 1954 год                | Заложено в ? году. Вступило в строй ВМФ СССР в 1954 году как базовый тральщик Т-814. В 1956 году переименовано в КВН-14 и переклассифицировано в корабль воздушного наблюдения. В 1978 году переименовано в УТС-433 и переклассифицировано в учебно-тренировочное судно Перешло в состав ВМС Украины в 1994 году. В 1995 году переименовано в «Большую Александровку» Находится под контролем России с конца марта 2014 года |
|                      | U953           | «Дубно»                                         | Проект 737М               | Рейдовый буксир                                              | Петрозавод 1974 год                 | Заложен в ? году как РБ-295. Вступил в строй ВМФ СССР в 1974 году Перешел в состав ВМС Украины в 1997 году как U953 «Дубно». Находится под контролем России с 20 марта 2014 |

## Недостроенные неконтролируемые Украиной
| Изображение | №    | Наименование         | Тип          | Класс  | Место и дата постройки   | История                                                                    |
| ----------- | ---- | -------------------- | ------------ | ------ | ------------------------ | -------------------------------------------------------------------------- |
| —           | U201 | «Львов» «Львів»      | Проект 11451 | Корвет | / ССЗ «Море» В постройке | Заложен в 1988 году Находится под контролем России с конца марта 2014 года |
| —           | U203 | «Луганск» «Луганськ» | Проект 11451 | Корвет | / ССЗ «Море» В постройке | Заложен в 1989 году Находится под контролем России с конца марта 2014 года |